# Víska u Jevíčka
Víska u Jevíčka (dříve do roku 1949 Derflík, německy Dörfles) je obec v okrese Svitavy v Pardubickém kraji. Žije zde 183 obyvatel.

## Historie
První písemná zmínka o obci pochází z roku 1258.

## Obyvatelstvo
| Rok            | 1869 | 1880 | 1890 | 1900 | 1910 | 1921 | 1930 | 1950 | 1961 | 1970 | 1980 | 1991 | 2001 | 2011 | 2021 |
| -------------- | ---- | ---- | ---- | ---- | ---- | ---- | ---- | ---- | ---- | ---- | ---- | ---- | ---- | ---- | ---- |
| Počet obyvatel | 351  | 341  | 336  | 369  | 368  | 327  | 336  | 232  | 209  | 190  | 181  | 187  | 159  | 154  | 157  |
| Počet domů     | 50   | 49   | 53   | 52   | 52   | 52   | 54   | 48   | 43   | 42   | 39   | 42   | 40   | 51   | 60   |

## Obecní správa

### Obecní symboly
Znak a vlajka byly obci uděleny rozhodnutím předsedy Poslanecké sněmovny Parlamentu České republiky dne 9. října 2007.

## Pamětihodnosti
- Pomník a lesní hřbitov 143 zajatců